# Dicladiella
Dicladiella là một chi rêu trong họ Meteoriaceae.